# Gokulanada Gitiswami
Gokulanada Gitiswami (Bishnupriya Manipuri:গোকুলানন্দ গীতিস্বামী, Madhabpur, actual Bangladés, 26 de noviembre de 1896-Tripura, India, 10 de julio de 1962) fue un filósofo, educador, editor, académico, traductor, filántropo y poeta indio.

## Biografía
Gokuladanda recibió una educación formal hasta octavo grado. Por su cuenta, estableció una escuela en 1925 en Tripura. Era un poeta popular que recitaba oralmente sus composiciones y pocas le sobrevivieron. Junto con Leikhomsena Singha, Madan Mohan Sharma y Amusena Sinha está considerado el padre de la literatura en bishnupriya manipuri.